# Micropora lunipuncta
Micropora lunipuncta är en mossdjursart som beskrevs av Maplestone 1901. Micropora lunipuncta ingår i släktet Micropora och familjen Microporidae. Inga underarter finns listade i Catalogue of Life.